# Obergneus
Obergneus ist ein Ortsteil von Gneus im Saale-Holzland-Kreis in Thüringen.

## Geografie
Weil die Landschaft hügelig ist, nennen sich die Ansiedlungen und Dörfer um Gneus Hügellandgemeinde. Über Geisenhain und die Landesstraße 1062 nach Stadtroda haben diese Orte Zugang zum Umland. In einem mit Wiesen und Wald eingefassten Tal und auf einer etwas höher gelegenen Ebene liegt das Dorf und sein Umland.

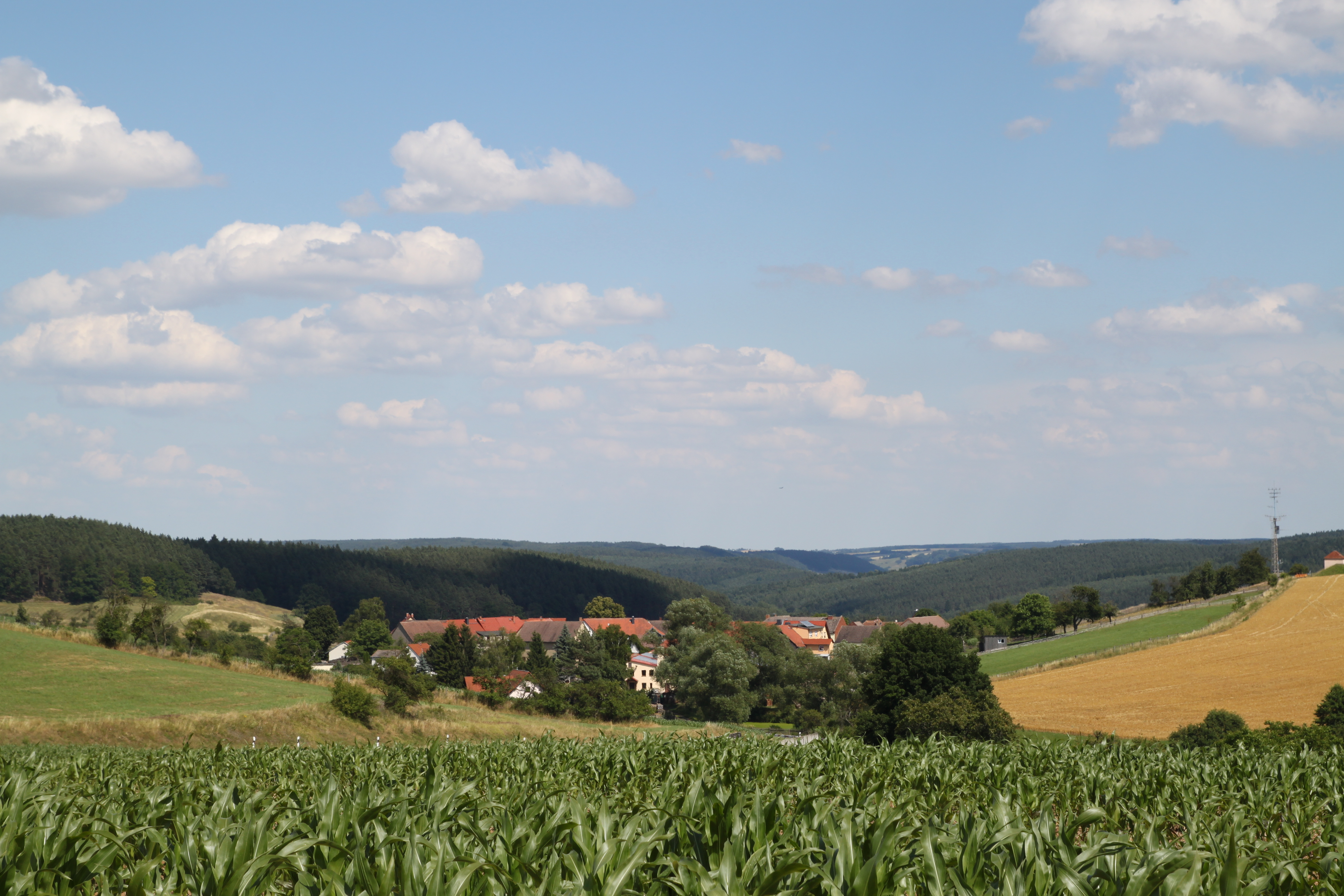
Dorfpanorama Obergneus

## Geschichte
Am 21. März 1439 war die urkundliche Ersterwähnung des Dorfes. 170 Personen bewohnen den Ort. Gemeinsam nutzen die Ober- und Untergneuser die Dorfkirche Untergneus, die in Besitz der 1737 gebauten ältesten Orgel des ehemaligen Kreises Stadtroda ist.
Am 1. März 1951 wurden die bisher selbständigen Gemeinden Obergneus und Untergneus zur neuen Gemeinde Gneus zusammengeschlossen.
Das Dorf ist von Wald- und Landwirtschaft geprägt.